# Veniamin (Mižinskyj)
Veniamin (světským jménem: Myroslav Nykyforovyč Mižinskyj; * 16. března 1966, Kulivci) je ukrajinský duchovní Ukrajinské pravoslavné církve Moskevského patriarchátu, arcibiskup chotynský a vikář černovické eparchie.

## Život
Narodil se 16. března 1966 ve vesnici Kulivci v Černovické oblasti.
Po střední škole nastoupil na povinnou vojenskou službu. Po demobilizaci pracoval v černovickém Utosu ve výrobě. Byl hypodiákonem biskupa Antonija (Moskalenka).
Dne 3. listopadu 1988 byl postřižen na monacha se jménem Veniamin na počest svatého Veniamina Pečerského. Dne 19. prosince byl rukopoložen na jerodiákona a 25. prosince na jeromonacha. Od 1. února 1989 sloužil jako představený Uspenského chrámu vesnice Kulivci. Absolvoval studium Kyjevského duchovního semináře.
Roku 1992 byl povýšen na igumena. Dne 15. dubna 1997 byla farnost Uspenského chrámu přeměněna na monastýr, jehož představeným byl jmenován. Dne 30. dubna 1997 byl povýšen na archimandritu.
Roku 2004 nastoupil na Černovický pravoslavný bohoslovecký institut.
Dne 18. října 2016 jej Svatý synod Ukrajinské pravoslavné církve zvolil biskupem chotynským a vikářem černovické eparchie. Biskupská chirotonie proběhla 13. listopadu v Kyjevskopečerské lávre. Hlavním světitelem byl metropolita kyjevský a celé Ukrajiny Onufrij (Berezovskyj). Dne 17. srpna 2022 byl za zásluhy povýšen na arcibiskupa.